# One Jug of Wine, Two Vessels
A One Jug of Wine, Two Vessels a Bright Eyes és a Neva Dinova split lemeze, amelyet 2004. január 20-án adott ki a Crank! Records. 2010. március 30-án a Saddle Creek Records CD, hanglemez és digitális formában újra kiadta az albumot; az újabb kiadáson négy új, a 2009-es év végén felvett dal is megtalálható.

## Számlista
| 1.    | Tripped                                                                      | Neva Dinova | 3:16 |
| 2.    | Black Comedy                                                                 | Bright Eyes | 2:26 |
| 3.    | Poison                                                                       | Neva Dinova | 3:40 |
| 4.    | I’ll Be Your Friend                                                          | Bright Eyes | 4:07 |
| 5.    | Get Back                                                                     | Neva Dinova | 4:09 |
| 6.    | Spring Cleaning (a dal szerzője a Bright Eyes, előadója pedig a Neva Dinova) | Neva Dinova | 4:13 |
| 21:51 |                                                                              |             |      |

| 2010-es újrakiadás dalai | 2010-es újrakiadás dalai                                                     | 2010-es újrakiadás dalai | 2010-es újrakiadás dalai | 2010-es újrakiadás dalai | 2010-es újrakiadás dalai | 2010-es újrakiadás dalai | 2010-es újrakiadás dalai | 2010-es újrakiadás dalai | 2010-es újrakiadás dalai |
|                          | Cím                                                                          | Előadó                   | Hossz                    |                          |                          |                          |                          |                          |                          |
| ------------------------ | ---------------------------------------------------------------------------- | ------------------------ | ------------------------ | ------------------------ | ------------------------ | ------------------------ | ------------------------ | ------------------------ | ------------------------ |
| 1.                       | Rollerskating                                                                | Neva Dinova              | 3:33                     |                          |                          |                          |                          |                          |                          |
| 2.                       | Happy Accident                                                               | Bright Eyes              | 3:12                     |                          |                          |                          |                          |                          |                          |
| 3.                       | Someone’s Love                                                               | Neva Dinova              | 2:49                     |                          |                          |                          |                          |                          |                          |
| 4.                       | I Know You                                                                   | Bright Eyes              | 4:42                     |                          |                          |                          |                          |                          |                          |
| 5.                       | Tripped                                                                      | Neva Dinova              | 3:16                     |                          |                          |                          |                          |                          |                          |
| 6.                       | Black Comedy                                                                 | Bright Eyes              | 2:27                     |                          |                          |                          |                          |                          |                          |
| 7.                       | Poison                                                                       | Neva Dinova              | 3:40                     |                          |                          |                          |                          |                          |                          |
| 8.                       | I’ll Be Your Friend                                                          | Bright Eyes              | 4:08                     |                          |                          |                          |                          |                          |                          |
| 9.                       | Get Back                                                                     | Neva Dinova              | 4:09                     |                          |                          |                          |                          |                          |                          |
| 10.                      | Spring Cleaning (a dal szerzője a Bright Eyes, előadója pedig a Neva Dinova) | Neva Dinova              | 4:14                     |                          |                          |                          |                          |                          |                          |
| 36:10                    |                                                                              |                          |                          |                          |                          |                          |                          |                          |                          |

## Közreműködők

### Bright Eyes
- Conor Oberst – ének, gitár, felvétel
- Mike Mogis – gitár, basszusgitár, bendzsó, keverés
- Nate Walcott – zongora, trombita, orgona, billentyűk

### Neva Dinova
- Heath Koontz – basszusgitár
- Jake Bellows – ének, gitár, felvétel
- Mike Kratky, Tim Haes – gitár
- Roger Lewis – dob

### Más zenészek
- Bo Anderson – dob
- Casey Scott – fütyülés
- Corina Escamilla – ének, zongora
- Doug Wray – basszusgitár, hangmérnök
- Gretta Cohn – cselló
- John Hischke – szaxofon
- Nick White – billentyűk
- Orenda Fink – trombita

## Fordítás
Ez a szócikk részben vagy egészben  az   One Jug of Wine, Two Vessels című angol Wikipédia-szócikk ezen változatának fordításán alapul.  Az eredeti cikk szerkesztőit annak laptörténete sorolja fel. Ez a jelzés csupán a megfogalmazás eredetét és a szerzői jogokat jelzi, nem szolgál a cikkben szereplő információk forrásmegjelöléseként.